# Hapalopsittaca melanotis
Il pappagallo alinere (Hapalopsittaca melanotis Lafresnaye, 1847) è un uccello della famiglia degli Psittacidi. Pappagallo di taglia attorno ai 24 cm, con colorazione base verde scuro: è caratterizzato da una colorazione nera intensa di buona parte dell'ala; la testa ha un cappuccio azzurro-violaceo che arriva fino alla nuca e al petto, le remiganti e la parte terminale delle timoniere sono blu. L'occhio è cerchiato di giallo e l'iride è arancio; nella zona periauricolare c'è un segno nero ben visibile; il becco è azzurrognolo e le zampe sono grigie. Si presenta in due sottospecie, quella nominale (H. m. melanotis) appena descritta e la H. m. peruviana, che si caratterizza per l'assenza del cappuccio azzurro violaceo, colore che compare in un sottile collare e per la macchia a copertura dell'orecchio che al posto di essere nera è di color mattone. Vive nelle foreste umide, fino ai 3450 metri, in Perù e Bolivia.